# EyeToy
L'EyeToy és una càmera digital de color, similar a una webcam, per la PlayStation 2 i la PlayStation Portable. La tecnologia que pren les imatges és a través d'una càmera. Això proporciona als jugadors interaccionar amb els videojocs a través dels sensors de la càmera, la detecció de color i també de so, a través d'un micròfon incorporat a la càmera.
La càmera ha sigut desenvolupada per Logitech (conegut com a "Logicool" al Japó), però els nous EyeToys han sigut desenvolupats per Nam Tai. La càmera s'utilitza principalment per jugar a videojocs de l'EyeToy desenvolupats per Sony i altres companyies que hi tenen relació. Aquest aparell no s'ha dissenyat i fabricat per a ser usat com una càmera normal d'ordinador (o webcam), però algunes persones han creat aplicacions no oficials per a usar-lo.

## Història
L'EyeToy va ser en un principi ideat pel Dr. Richard Marks, que va tenir la idea de connectar una webcam a una PlayStation 2 i utilitzar-lo per a jugar a alguns videojocs. La idea d'utilitzar càmeres en els jocs no era nova, i va ser utilitzada anteriorment en algunes màquines recreatives i joguines com la Game Boy Camera i la càmera digital Dreameye per la Sega Dreamcast, i aquests aparells creats abans de l'EyeToy podien haver guiat als desenvolupadors. Tanmateix, amb la resolució de les càmeres modernes i l'energia en el processament de la PlayStation 2 han fet que moltes noves idees fossin impossibles de realitzar a la càmera de la Game Boy. La idea va ser posada en marxa pel London Studio de la SCEE, el qual en va fer una mostra d'un prototip el 2002 amb quatre videojocs. La idea va ser un èxit i el maquinari va ser llançat als Països Catalans i a la resta d'Europa el juliol del 2003 juntament amb el seu propi videojoc, EyeToy: Play.

## Disseny

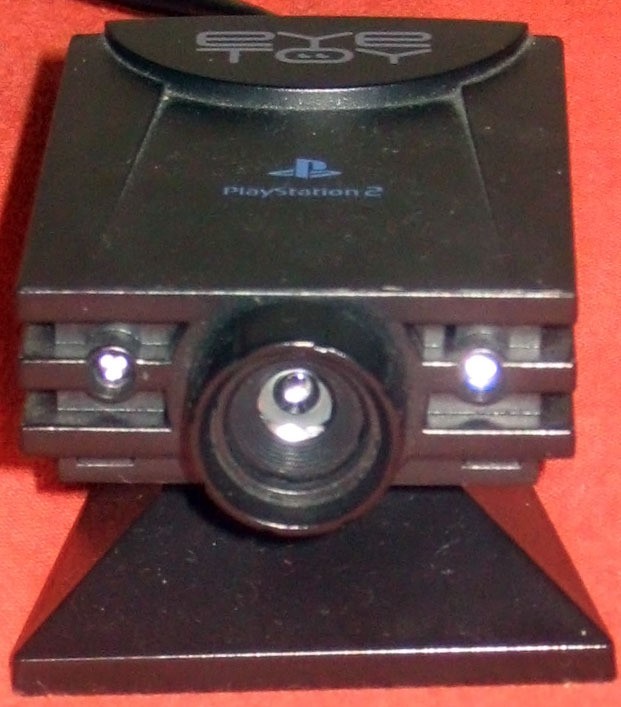
Càmera EyeToy

L'EyeToy està dissenyat per a ser instal·lat o col·locat a sobre de la consola o la televisió. La càmera es munta en un pivot, tenint en compte la col·locació. En la càmera hi ha una anella al voltant de les lents. Té dos llums de LED al davant. Una llum blava que s'engega quan la PS2 també està engegada, indicant que ja està preparada per a ser utilitzada, mentre que el llum vermell només s'encén quan hi ha poca llum a l'habitació. Hi ha també un micròfon incorporat. També es va llançar un nou model de l'EyeToy que proporcionava gairebé les mateixes característiques, però tenia una mida més petita i una carcassa de plata.

## A l'ordinador
Com que l'EyeToy utilitza un connector USB, els drivers han sigut creats per a fer-lo funcionar en diversos sistemes operatius. Només uns quants d'aquests drivers funcionen. El tipus de driver que es necessita depèn del model de la càmera EyeToy. Hi ha tres tipus diferents:
SLEH-00031
SCEH-0004
SLEH-00030
La informació del model està inclosa en una etiqueta al darrere de la càmera.

## Limitacions tècniques
Com que la càmera necessita "veure" els jugadors
mentre juguen, la càmera necessita ser utilitzada en una ampla i neta habitació. Per ajudar el jugador saber quan no hi ha prou llum, hi ha el llum (LED) vermell a la cara davantera de la càmera que fa el flash quan hi ha massa foscor. I per tant, no es pot jugar quan hi ha molta foscor.
En resposta a aquesta limitació, Sony va crear un controlador a la càmera capaç d'il·luminar els diferents LEDs per comunicar la posició del jugador.

## Videojocs

### Dissenyats per l'EyeToy
Aquests videojocs necessiten un EyeToy per a ser jugats. Tots produïts per Sony.
- 2003
  - EyeToy: Play
  - EyeToy: Groove
- 2004
  - EyeToy: Antigrav
  - Sega SuperStars (Sega)
  - U Move Super Sports (Konami)
  - EyeToy: Chat - un sistema de vídeo i telèfon per a ser utilitzat amb un adaptador de xarxa
  - EyeToy: Play 2
  - Disney Move (Ubisoft)
  - Nicktoons Movin' (THQ)
- 2005
  - EyeToy: Monkey Mania
  - EyeToy: Kinetic
  - EyeToy: EduKids
  - EyeToy: Play 3
  - EyeToy: Operation Spy (conegut també SpyToy a Europa)
  - Clumsy Shumsy (Phoenix Games Ltd. [Regne Unit/Holanda])
- 2006
  - Rhythmic Star (Namco)
  - Eyetoy: Play Sports"
  - Eyetoy: Kinetic Combat"
- Per determinar
  - EyeToy: Fight
  - Eyedentify (PlayStation 3)
  - EyeToy: Tales

### Videojocs amb l'EyeToy de manera opcional
Aquests videojocs poden ser jugats amb l'EyeToy opcionalment. Tenen una etiqueta dient "EyeToy Enhanced" a la coberta del videojoc.
- AFL Premiership 2005 (Sony. Vegeu també la secció de Cameo.)
- Buzz! The Music Quiz (Sony, després del 2005)
- Buzz! The Big Quiz (Sony, març 2006)
- Dance Dance Revolution Extreme / Dancing Stage Fusion (Konami, 2004)
- Dance Dance Revolution Extreme 2 (Konami, 2005)
- Dance Dance Revolution SuperNOVA (Konami, 2006) - els jugadors es poden veure a ells mateixos ballant
- Dance Factory - És semblant al DDR, i s'afegeixen dues "mans" addicionals als quatre costats.
- DT Racer (XS Games, 2005) - les fotos es fan amb l'EyeToy per a ser usat com avatar
- Formula One 05 (Sony, mitjans del 2004)
- Flow: Urban Dance Uprising
- Go! Puzzle (Sony, juny 2007) - Per PlayStation 3
- Get On Da Mic (Eidos, 2004) - els jugadors es poden veure
- Harry Potter and the Prisoner of Azkaban (EA, 2004) - característiques de l'EyeToy als minijocs
- Jackie Chan Adventures (Sony, 2004) - característiques de l'EyeToy als minijocs
- Lemmings (Team 17, 2006)
- LMA Manager 2005 (Codemasters, 2004) - els jugadors es poden veure amb imatges als diaris del videojoc
- NBA 07
- Racing Battle: C1 Grand Prix (Genki, 2005) - Utilitzat per capturar textures per a ser utilitzades en els adhesius dels cotxes a la interfície de pintar[4]
- SingStar (Sony, 2004) - els jugadors es poden veure a ells mateixos mentre canten
- SingStar Party (Sony, 2004) - els jugadors es poden veure a ells mateixos mentre canten
- SingStar Pop (Sony, 2005) - els jugadors es poden veure a ells mateixos mentre canten
- SingStar '80s (Sony, 2005) - els jugadors es poden veure a ells mateixos mentre canten
- SingStar Rocks! (Sony, 2006) - els jugadors es poden veure a ells mateixos mentre canten
- SingStar Anthems (Sony, 2006) - els jugadors es poden veure a ells mateixos mentre canten
- SingStar Legends (Sony, 2006) -els jugadors es poden veure a ells mateixos mentre canten
- SingStar Pop Hits (Sony, 2007) - els jugadors es poden veure a ells mateixos mentre canten
- The Sims 2
- Stuart Little 3: Big Photo Adventure
- The Polar Express (THQ, 2004)
- The Sims 2: Pets
- The Urbz: Sims in the City (EA, 2004) - els jugadors poden veure les seves cares en les pancartes publicitàries del videojoc
- Tony Hawk's Underground 2
- Who Wants To Be A Millionaire? Party Edition (Eidos, late 2006) - els jugadors poden veure els seus 'mugshots' quan guanyin (També suporta Buzz! Buzzers)
- YetiSports Arctic Adventures (JoWooD, 2005) - Jocs exclusius multijugador amb l'EyeToy

## Cameo
EyeToy: Cameo és un sistema perquè els jugadors puguin incloure els seves imatges com a avatars en els seus videojocs. Els videojocs que suporten aquesta característica inclouen un programa d'escanneig que pot ser usat per a generar un model en 3D de la cara del jugador. Es desa la imatge en la targeta de memòria, aquest fitxer un cop desat també està disponible per a altres videojocs que suportin el Cameo. EyeToy: Cameo té llicències de la tecnologia de creació de cares Digimask.

### Videojocs suportats
- AFL Premiership 2005
- AFL Premiership 2006
- AND 1 Streetball
- EyeToy: Kinetic
- EyeToy: Play
- EyeToy: Play 2
- EyeToy: Play 3
- Formula One 05
- Gaelic Games: Football
- Gretzky NHL 2005
- Karaoke Revolution Party
- Karaoke Revolution Presents: American Idol
- MLB 2005
- MLB '06: The Show
- MLB '07: The Show
- Sims 2
- This Is Football 2005
- Tony Hawk's Underground 2
- Tony Hawk's American Wasteland
- World Tour Soccer 2006